# Wolfgang Kraus
Pour les articles homonymes, voir Kraus.
Wolfgang Kraus est un footballeur ouest-allemand né le 20 août 1953 à Francfort-sur-le-Main. Il jouait au poste de milieu de terrain.

## Biographie
Wolfgang Kraus est le fils du footballeur Willi Kraus qui joua notamment de 1946 à 1952 à l'Eintracht Francfort.
A dix-huit ans, Wolfgang Kraus signe un contrat à l'Eintracht Francfort, il joue son premier match en première division allemande lors de la 32e journée de la saison 1971-1972, le 3 juin 1972. Il marque son premier but le 5 octobre 1974, lors de la victoire 9 à 1 contre Rot-Weiss Essen.
Il remporte notamment la Coupe d'Allemagne de l'Ouest à deux reprises en 1974 et en 1975.
Kraus dispute donc la Coupe des vainqueurs de coupes lors de son passage à Francfort : il inscrit un but lors d'une demi-finale aller remportée 2-1 contre West Ham lors de l'édition 1975-1976. Le club perd lors du match retour 3-1 et échoue aux portes de la finale.
Il joue également la Coupe UEFA en 1977-1978 et inscrit 4 buts en 8 matchs lors de cette campagne européenne, également marqué par une défaite en demi-finale.
En 1979, il rejoint le Bayern Munich.
Il est doublement sacré Champion d'Allemagne de l'Ouest lors de ses deux premières saisons sous le maillot bavarois en 1980 et 1981.
En 1979-1980, Kraus participe pleinement avec 8 matchs disputés, mais ici encore, il échoue en demi-finale avec le Bayern, cette fois contre son ancien club l'Eintracht Francfort.
Il remporte la Coupe d'Allemagne de l'Ouest en 1981-82.
Lors de la campagne de Coupe des clubs champions en 1980-81, il joue 8 matchs. Il inscrit notamment un doublé en quart de finale contre le Banik Ostrava. L'aventure s'arrête à nouveau pour Kraus en demi-finale, il dispute la double confrontation que le Bayern perd contre le Liverpool FC.
Lors de la campagne européenne suivante en 1981-82, il dispute les 9 matchs dont la finale perdue contre Aston Villa sur le score de 0-1.
Kraus est vainqueur de la Coupe nationale en 1983-84.
Par la suite en 1984, il est transféré en Suisse au FC Zurich.
En 1986, Kraus revient jouer sous les couleurs de l'Eintracht Francfort.
Il raccroche les crampons en 1987.
Le bilan de la carrière de Kraus en championnat s'élève à 327 matchs disputés en première division allemande, pour 47 buts marqués, 37 matchs en première division suisse, pour six buts inscrits. En compétitions européennes, il dispute 17 matchs pour 3 buts inscrits en Coupe des clubs champions, 9 matchs pour un but inscrit en Coupe des vainqueurs de coupes et 22 matchs pour six buts inscrits en Coupe UEFA.
Après son retour à Francfort et l'arrêt de sa carrière de joueur, il reste dans le club de ses débuts, et occupe un poste de manager. En 1988, il sera licencié après la vente du joueur hongrois Lajos Détári, qui était très populaire à Francfort.

## Palmarès
| Eintracht Francfort - Coupe d'Allemagne de l'Ouest (2) : - Vainqueur : 1973-74 et 1974-75. |  | Bayern Munich - Championnat d'Allemagne de l'Ouest (2) : - Champion : 1979-80 et 1980-81. - Coupe d'Allemagne de l'Ouest (2) : - Vainqueur : 1981-82 et 1983-84. - Coupe des clubs champions : - Finaliste : 1981-82. |